# GFAJ-1
GFAJ-1 je ekstremofilna bakterija paličaste oblike iz družine Halomonadaceae, ki so jo prvič izolirali iz sedimentov v jezeru Mono v Kaliforniji leta 2009. Jezero Mono je izjemno slano in bazično (njegov pH znaša okrog 10) ter ima eno najvišjih naravnih koncentracij arzena na svetu (200 μM). 
Bakterija je bila deležna precejšnje pozornosti strokovne in širše javnosti konec leta 2010, ko so znanstveniki pod vodstvom Felise Wolfe-Simon z Nasinega astrobiološkega inštituta na novinarski konferenci sporočili, da gre za prvi znan organizem, ki za življenje potrebuje arzen namesto fosforja. Odkritje je bilo hkrati objavljeno v znanstveni reviji Science. Poskusi z gojenjem seva GFAJ-1 v nadzorovanih pogojih so namreč nakazali, da lahko te bakterije rastejo na gojišču brez fosforja, zato so raziskovalci sklepali, da so sposobne nadomestiti fosforne spojine v svojih biološko aktivnih molekulah (vključno z DNK) z arzenovimi. V poskusu je uspevala tudi samo s fosforjem, vendar počasneje kot samo z arzenom ali s kombinacijo obeh. Arzen je kemični analog fosforja s podobnim atomskim polmerom in podobno elektronegativnostjo, vendar so arzenove spojine mnogo manj obstojne. Večina živih bitij ima biokemične poti naravnane na stabilnost fosforjevih spojin, zato je arzen, ki zlahka nadomesti fosfor v molekulah, zanje strupen. Fosfor je tudi eden od šestih elementov, ki veljajo za nujno sestavino vseh živih organizmov (poleg ogljika, vodika, dušika, kisika in žvepla). Če bi teorija o menjavi fosforja z arzenom držala, bi to pomenilo nov vpogled v razvoj biokemijskih procesov v živih bitjih (po eni od hipotez naj bi življenje nastalo v hidrotermalnih vrelcih, bogatih z arzenom), hkrati pa odprlo nove možnosti pri iskanju zunajzemeljskega življenja. Predstavljalo bi namreč prvi neposreden dokaz, da lahko življenje obstaja tudi v okoljih, ki se po kemijski zgradbi bistveno razlikujejo od Zemlje.
Vendar pa so nekateri drugi biologi že v začetku izpostavili, da ekipa Wolfe-Simonove ni z ustreznimi molekularnimi tehnikami potrdila vezave arzena točno v DNK in ostalih molekulah; domnevali so, da bi lahko sledovi fosforja kot nečistoče v gojišču z arzenom zadostovali za uspevanje kolonije. V naslednjem letu in pol so v dveh drugih laboratorijih poskušali ponoviti poskuse z gojenjem v gojišču brez fosforja, a neuspešno, zato je naposled obveljalo, da bakterija v tem pogledu ni izjemna. Odprto pa ostaja vprašanje, kako se spopada z visokimi koncentracijami arzena, ki so smrtne za večino drugih organizmov.
Leta 2025, 15 let po objavi študije, je revija Science članek umaknila z obrazložitvijo, da so rezultati pomanjkljivi in ne podpirajo zaključkov.